# Currents (band)
Currents is een Amerikaanse metalcoreband afkomstig uit Fairfield, Connecticut.

## Biografie
De band werd opgericht in 2011 en bracht in 2013 haar eerste ep Victimized uit. Op 23 januari 2015 verschijnt vervolgens het debuutalbum van de band, Life - Lost getiteld, waarop onder andere een gastoptreden van Ricky Armellino van This or the Apocalypse te horen is. De productie van het album werd door de band helemaal zelf gedaan.
Begin 2017 krijgt de band vervolgens een contract aangeboden bij de Amerikaanse platenmaatschappij SharpTone Records, waar ze op 16 juni van datzelfde jaar ook hun tweede album The Place I Feel Safest uitbrengen. Begin 2018 mag de band mee op de Europese tour van Miss May I en in de zomer staat de band naast The Plot in You, Oceans Ate Alaska en Tempting Fate in het voorprogramma van de Cold Like War Tour van We Came as Romans. Later in 2019 toert de band ook nog als voorprogramma van Born of Osiris en Fit for a King door de Verenigde Staten.

## Bezetting
| Huidige formatie - Brian Wille - vocalen - Chris Wiseman - gitaar - Ryan Castaldi - gitaar - Dee Cronkite - bas - Jeff Brown - drums | Voormalige leden - Patrizio Arpaia - vocalen - Mitch Luboglio - gitaar - Tim Marzik - gitaar - Karl Kohler - bas - Chris Segovia - bas |

## Discografie
Studioalbums
- 2015: Life // Lost
- 2017: The Place I Feel Safest
- 2020: The Way It Ends
- 2023: The Death We Seek

Ep's
- 2013: Victimized
- 2018: I Let The Devil In
- 2020: Monsters